# مردوخ زكير شومي الأول
مردوخ زكير شومي هو ملك بابلي كلداني تولى حكم مملكة بابل من سنة 855-819 ق م بعد وفاة والده نبو أبلا إيدينا، عاصر هذا الملك عصر ملكي آشور شلمنصر الثالث وشمشي أدد الخامس، استمر هذا الملك بحملة والده في إعمار المدن البابلية لكن شقيقه الأصغر مردوخ بيل أوشطي قاد تمرد ضده لكن مردوخ زكير شومي وبدعم من شلمنصر الثالث ملك آشور تمكن من هزيمته في معركة قرب نهر ديالى بينما هرب مردوخ بيل أوشطي إلى الجبال، بعد نهاية التمرد حصل تمرد آخر في آشور من قبل آشور دانن إبلي الذي قاد تمرد ضد والده شلمنصر قرر مردوخ زكير شومي دعمه مما أنهى اتفاقية السلام التي كانت بين بابل وآشور، تولى الحكم بعده إبنه مردوخ بلاصو إقبي.